# 2012年熊本県知事選挙
2012年熊本県知事選挙（2012ねんくまもとけんちじせんきょ）は、2012年（平成24年）3月25日に投開票が行われた、熊本県知事を選出する選挙。

## 概要
現職の蒲島郁夫の任期満了に伴う知事選挙。現職の蒲島が2期目を目指し無所属で出馬したのに対し、同じく無所属で共産党推薦、2000年の県知事選挙にも出馬した経験がある共産党県委員長の久保山啓介が挑む選挙戦となった。
各政党・団体の対応は、共産党が党県委員長の久保山を推薦。久保山が2000年の知事選挙に出馬した際には共産党公認で選挙戦に臨んだが、今回は本人の意向により無所属（党推薦）での知事選挑戦となった。前回の知事選で蒲島を支援していた県議会最大会派（選挙当時）の自民党及び公明党は今回も蒲島の全面支援を表明。前回の知事選で対立候補を擁立していた政権与党（選挙当時）の民主党と社民党は、今回の知事選では対立候補を擁立せず、蒲島の支援に回った。尚、前回の知事選に続き蒲島は「政党や団体と等距離を保つ」として政党の公認・推薦を求めなかった。
この他、連合熊本などの多くの団体が蒲島の推薦・支援を決めている。

## 選挙データ

### 告示日
- 2012年（平成24年）3月8日

### 執行日
- 2012年（平成24年）3月25日
- 期日前投票:3月9日 ~ 3月24日

### 同日選挙
- 球磨村村長選挙（3月20日 告示、柳詰恒雄の死去に伴う）[4]

## 立候補者
2名、届け出順
| 立候補者                         | 年齢 | 党派                                           | 新旧 | 肩書き         |
| -------------------------------- | ---- | ---------------------------------------------- | ---- | -------------- |
| 久保山啓介 （くぼやま けいすけ） | 68   | 無所属 （共産党 推薦）                         | 新   | 共産党県委員長 |
| 蒲島郁夫 （かばしま いくお）     | 65   | 無所属 （自民党、民主党、公明党、社民党 推薦） | 現   | 熊本県知事     |

### 選挙のタイムライン
- 2011年12月5日 - 現職の蒲島が県議会で再選に向けて出馬することを表明[5]。
  - この間までに、自民、民主、公明、社民の県組織が蒲島の支援を表明[2]。
- 2012年1月9日 - 久保山が共産党推薦で出馬することを表明[1]。
- 2012年3月8日 - 告示。現職と新人の一騎討ちに。
- 2012年3月25日 - 投開票。

### 各候補の訴え
久保山
1. 環太平洋戦略的経済連携協定（TPP）参加反対
2. 消費税増税反対
3. 道州制構想の反対 他

蒲島
1. 九州新幹線鹿児島ルートの早期全線開業
2. 100年後の礎として道州制導入を視野とした、熊本市の州都構想
3. 安心できる長寿社会、子育て環境を実現する 他

## 選挙結果
各候補の得票率
投票率は38.44%で前回2008年の49.36%を下回り過去最低の投票率となった（前回比 -10.92%）。当日の有権者数は147万4343人 で投票者数は56万6793人 であった。
候補者別の得票数の順位、得票数、得票率、惜敗率、供託金没収概況は以下のようになった。供託金欄のうち「没収」とある候補者は、有効投票総数の10%を下回ったため全額没収された。惜敗率は未発表のため暫定計算とした（小数3位以下四捨五入）。
|      | 順位 | 候補者名    | 党派   | 新旧 | 得票数  | 得票率 | 惜敗率 | 供託金 |
| ---- | ---- | ----------- | ------ | ---- | ------- | ------ | ------ | ------ |
| 当選 | 1    | ■蒲島郁夫   | 無所属 | 現   | 508,917 | 90.63% | ----   |        |
|      | 2    | ■久保山啓介 | 無所属 | 新   | 52,591  | 9.37%  | 10.33% | 没収   |

現職の蒲島は前回に続いて自民党などの政党の支援や連合熊本などの各団体などの推薦・支援を受けて、組織戦を展開。1期目の実績を強調し続け、対抗の久保山を圧倒し再選を果たした。
一方の久保山は、現職批判票の獲得などを狙ったが、組織力で大きく上回る蒲島には遠く及ばず、供託金を没収される惨敗となった。
今回の知事選は、「各党相乗りの現職vs共産党推薦候補」の一騎討ちとなり、事実上の信任投票であったためか、投票率は新人5人による混戦となった前回を大きく下回り過去最低となった。